# Borek, Praha-východ
Borek là một làng thuộc huyện Praha-východ, vùng Středočeský, Cộng hòa Séc.